# Dryococelus australis
El insecto palo de la isla de Lord Howe o insecto palo de Howe (Dryococelus australis) es una especie de insecto fasmatodeo de la familia Phasmatidae que se consideraba extinto desde la década de 1930, pero que fue redescubierto en 2001 (este fenómeno se conoce con el nombre de taxón lázaro). De hecho está extinto en el que fuera su hábitat más importante, la isla de Lord Howe, y solo se conoce una pequeña colonia de menos de treinta miembros en el pequeño islote de la Pirámide de Ball, motivo por el cual se le ha llamado "el insecto más raro del mundo".

## Anatomía y comportamiento
Los ejemplares adultos del insecto palo de la isla de Lord Howe, pueden llegar a medir hasta 15 centímetros y a pesar hasta 25 gramos; las hembras son más grandes que los machos. Sus dimensiones hace que a veces se los haya llamado langostas de suelo o salchichas con patas. Son alargados y con unas patas robustas; no es extraño que en los machos la parte superior de las patas sea particularmente gruesa. A diferencia de muchos Phasmatodea, no tienen alas, pero en cambio pueden correr muy rápido.
El comportamiento de este insecto palo es muy poco habitual en una especie de insectos. Los machos y las hembras forman una especie de cadena: el macho sigue a la hembra y sus actividades dependen de lo que esté haciendo ella. Durante la noche la pareja duerme junta, y tres patas del macho abrazan a la hembra.

## Historia y conservación
El insecto palo fue muy común en la isla Lord Howe, donde eran usados como cebo para la pesca. Se extinguieron en 1918, cuando el barco Makambo encalló en la costa de la isla, llevando una plaga de ratas que se alimentó de los huevos de Dryococelus. El último fue visto en la isla en 1920, y después la especie se consideró extinta.
En la década de 1960 un grupo de escaladores visitó la Pirámide de Ball, 23 kilómetros al sureste de la isla Lord Howe, una zona boscosa y con grandes pendientes, con un pico de 562 metros sobre el nivel del mar. Los escaladores informaron de que habían visto insectos muertos muy parecidos al insecto palo que se consideraba extinguido. En los años siguientes se encontraron más insectos muertos, pero no se logró encontrar ningún espécimen vivo.
En el año 2001, un equipo de entomólogos y conservacionistas que aterrizó en la Pirámide de Ball para estudiar su flora y fauna, redescubrió una población de insectos palo viviendo bajo un único arbusto de Melaleuca. La población era de solo 24 individuos.
En el 2003 un equipo de investigación del National Parks and Wildlife Service de Nueva Gales del Sur regresó a la Pirámide de Ball y recogieron dos parejas reproductoras, una pareja fue llevada a un criador privado en Sídney y el otro al zoo de Melbourne. Después de muchas dificultades iniciales, se consiguió criarlos en cautividad. El objetivo es la reintroducción de la especie en la isla de Lord Howe, si el proyecto para erradicar las ratas invasoras es un éxito. En 2006 la población en cautividad era de aproximadamente de unos 50 miembros y miles de huevos esperando ser incubados. Dos años después la población había aumentado hasta los 11 376 huevos y 700 insectos. Veinte de ellos han sido introducidos en un hábitat especial en la isla de Lord Howe.